# Грегор Байде
Грегор Байде (словен. Gregor Bajde, нар. 29 квітня 1994) — словенський футболіст, нападник боснійського клубу «Борац» (Баня-Лука). Виступав також за клуб «Марибор». Дворазовий чемпіон Словенії.

## Клубна кар'єра
Грегор Байде народився 1994 року, та є вихованцем футбольної школи клубу «Браво». У професійному футболі дебютував 2011 року виступами за команду «Інтерблок», в якій грав до 2012 року, взявши участь у 18 матчах чемпіонату. У 2012 році футболіст перейшов до клубу «Целє», в якому грав до 2015 року. У 2015 році Байде став гравцем клубу «Марибор», з якого його за рік відправили в оренду до італійського клубу «Новара». У 2017 році Байде повернувся до клубу «Марибор», і в сезоні 2018—2019 років став у складі клубу чемпіоном Словенії.
У 2021—2022 роках Грегор Байде грав у складі клубу «Браво». У 2022 році футболіст знову став гравцем клубу «Целє», у складі якого в сезоні 2023—2024 років удруге став чемпіоном країни. з 2024 року Байде став гравцем боснійського клубу «Борац» (Баня-Лука).

## Виступи за збірні
У 2010 році Грегор Байде дебютував у складі юнацької збірної Словенії, загалом на юнацькому рівні взяв участь у 19 іграх, відзначившись 7 забитими голами.
Протягом 2015—2016 років Байде залучався до складу молодіжної збірної Словенії, на молодіжному рівні зіграв у 10 офіційних матчах, забив 1 гол.

## Титули і досягнення
- Чемпіон Словенії (2):

«Марибор»: 2018–2019
«Целє»: 2023–2024